# روشفورت
روشفورت (انگلیسی: Rochefort) شرکت نوشیدنی بلژیکی است، که در سال ۱۸۹۹ تأسیس شد.